# متنزه فوغو الطبيعي
منتزه فوغو الطبيعي ( البرتغالية: Parque Natural do Fogo) هي منطقة محمية تقع في جزيرة فوجو في الرأس الأخضر، وهي دولة أرخبيلية في وسط المحيط الأطلسي. تم إنشاء الحديقة في عام 2003 وتبلغ مساحتها 84.69 كـم2 (32.70 ميل2)، وهو ما يمثل 17.8% من إجمالي مساحة الجزيرة. وهي موزعة جغرافيا على ثلاث بلديات في المنطقة. تضم الحديقة بركان بيكو دو فوجو النشط وغابات مونتي فيلها.

## الجغرافيا
فوجو هي منطقة محمية تقع في جزيرة فوجو في الرأس الأخضر، وهي دولة جزرية في وسط المحيط الأطلسي. تم إنشاء الحديقة رسميًا في 24 فبراير 2003، وهي واحدة من الحدائق الطبيعية العشر في الرأس الأخضر. تمتد المنطقة المحمية على 84.69 كـم2 (32.70 ميل2)، وتمثل 17.8% من المساحة الإجمالية للجزيرة. حوالي 50% من الحديقة تقع داخل بلدية سانتا كاتارينا دو فوغو، و28% في بلدية موستيروس و22% في ساو فيليبي. تقع الحديقة الطبيعية داخل الجزيرة، والسمة الرئيسية للتضاريس هي البركان الطبقي النشط بيكو دو فوجو. وهي أعلى نقطة في الرأس الأخضر، حيث يصل ارتفاعها إلى 2,829 م (9,281 قدم) فوق مستوى سطح البحر. تغطي الحديقة البركان، فوهته، حافة الفوهة وغابات مونتي فيلها. لقد شهدت منطقة فوجو نشاطًا بركانيًا منتظمًا، مع حدوث ثورات كبيرة خمس مرات على مدى القرون الخمسة الماضية. كان الثوران الأخير في عامي 2014 و2015 ، مما تسبب في تغييرات كبيرة في الجزيرة. تبلغ مساحة كالديرا البركان حوالي 9 كـم (5.6 ميل)يبلغ عرضه ويحتوي على شق في حافته الشرقية، مما يسمح لتدفقات الحمم البركانية بالوصول إلى الساحل أثناء الانفجارات.

## النباتات والحيوانات
حديقة فوجو الوطنية والمحيطات المحيطة بها تغطي مساحة 2,473 كـم2 (955 ميل2) هي منطقة مهمة للطيور . تم العثور على أنواع الطيور الرئيسية بما في ذلك طائر النوء فيا ، وطائر النوء بويد ، وطائر السمامة الرأس الأخضر .   تم العثور على النباتات المتوطنة Echium vulcanorum ( المهددة بالانقراض ) و Erysimum caboverdeanum ( المهددة بالانقراض بشكل حرج ) فقط على حافة فوهة البركان الخارجية لبركان فوجو. 